# レーウィン
レーウィン (英: rawin) とは、気球を飛ばし、その位置をレーダーもしくは電波方向探知装置で追跡することで上空の風向・風速を観測する手法
。レーウィン観測とも。
レーウィン観測は、高層風を観測するために行われる（行われた）。上空へ飛揚する気球に加えて地上側の装置（受信した電波の方向を正確に探知する装置、もしくはレーダー）も必要である。
rawinという用語は、ra(dio) + win(ds-aloft)を短縮してできた用語で、1945年–50年ころから用いられるようになった。
方向探知装置によるものは、ゴム気球に無線発信器をつけて飛ばす。（純粋な、単純な　レーウィンでは）気温や湿度などの観測機能はなく、空盒気圧計により規定の気圧の間だけ送信機が動作するしかけになっている。発信器から電波が送信されている間だけ、地上側の自動追尾型の方向探知機システムが気球の位置を正確に割り出し、それによって風向・風速を自動計算・観測する。
なおレーウィンとラジオゾンデを組み合わせたレーウィンゾンデというものがあり、これはレーウィンとして上空の風向・風速を測定するための位置ターゲットを提供しつつ、ラジオゾンデとして観測機器を搭載して電波で気温・湿度・気圧情報を地上へ送信するものであり、まとめて多種のデータを観測・収集できるので活用された。
単純なレーウィン観測はかつてはレーウィンゾンデの観測の補完目的で行なわれてきたが、近年では世界的に実施は減少しており、日本の気象庁では2004年3月をもってレーウィン観測は廃止され、その後は風の乱れによる電波のドップラー効果を観測するウインドプロファイラによる観測に移行している。